# Балерина (скулптура)
Балерина је скулптура чији је симбол града Будве. Скулптура која је постала симбол Будве заправо је дело београдског вајара Градимира Алексића и на том месту се налази од 1965. године. Модел за скулптуру била је Новосађанка Олга Каливода, атлетичарка и члан новосадског атлетског клуба Војводина која је у том тренутку имала само 14 година.

## Историја
Инспирација за скулптуру наводно је била прича о девојци и морнару из краја који су се много волели, али нису имали новца да почну заједнички живот, Он је зато отпловио на далек пут који је требало да му донесе много новца, а она је обећала да ће га чекати.
Пред сам крај 2020. године, јака олуја је однела статуту. Почетком 2021. године, Балерина је враћена на старо место.

## Занимиљивости
Уметник је приликом израде излио неколико одливака, па је Балерина или „Играчица” једно време била изложена и у Пионирском парку у Београду, а могла је да се види и у још неким градовима бивше Југославије.
За настанак ове скулптуре везују се и бројне легенде, па је локалном становништу чудесна купачица, како је још називају, још ближа срцу. Верује се да је настала на месту где је давно страдала девојка из Будве.
Постоји прича о девојци и морнару из Будве који су се много волели, али нису имали новца да почну заједнички живот. Он је зато отпловио на далек пут који је требало да му донесе много новца, а она је обећала да ће га чекати. Остала му је верна и сваки дан излазила је на хрид са које се најбоље видела пучина и чекала да се на хоризонту појави брод којим ће се њен драги вратити. То се никада није догодило и никада у Будви нико није чуо ни реч о томе шта се догодило храбром морнару. Његова љубљена чекала га је годинама, све док је једног јутра мештани нису затекли мртву на обали. Годинама касније, на том месту је, случајно или не, постављена управо ова скулптура...

## Галерија
- Балерина 2021. године